# Rolando Palacios
Cruz Rolando Palacios Castillo (Sambo Creek, 3 maggio 1987) è un ex velocista honduregno.

## Biografia
Nato sulle coste del Mar dei Caraibi Palacios ha inanellato nel corso della sua carriera innumerevoli successi per il proprio paese nell'atletica leggera. A partire dal 2005, ha preso parte a diversi Mondiali e a due edizioni dei Giochi olimpici a Pechino 2008 e a Rio de Janeiro 2016, occasione in cui è stato portabandiera della delegazione nazionale.

## Palmarès
| Anno | Manifestazione                     | Sede           | Evento      | Risultato     | Prestazione | Note                                     |
| ---- | ---------------------------------- | -------------- | ----------- | ------------- | ----------- | ---------------------------------------- |
| 2004 | Campionati centroamericani         | Managua        | 100 m piani | Oro           | 10"84       |                                          |
| 2004 | Campionati centroamericani         | Managua        | 200 m piani | Argento       | 21"89       |                                          |
| 2004 | Campionati centroamericani         | Managua        | 4×100 m     | Oro           | 41"71       |                                          |
| 2005 | Mondiali                           | Helsinki       | 100 m piani | Batteria      | 10"73       | Record nazionale                         |
| 2006 | Giochi centramericani              | Managua        | 100 m piani | Oro           | 10"60       |                                          |
| 2006 | Giochi centramericani              | Managua        | 200 m piani | Oro           | 21"22       | Record nazionale                         |
| 2006 | Giochi centramericani              | Managua        | 4×100 m     | Oro           | 41"63       | Record nazionale                         |
| 2006 | Mondiali                           | Mosca          | 60 m piani  | Batteria      | 6"80        |                                          |
| 2006 | Campionati centramericani juniores | Guatemala City | 100 m piani | Oro           | 10"68       |                                          |
| 2006 | Campionati centramericani juniores | Guatemala City | 200 m piani | Argento       | 21"41       |                                          |
| 2006 | Campionati centramericani juniores | Guatemala City | 4×100 m     | Oro           | 42"71       |                                          |
| 2006 | Campionati CAC juniores            | Port of Spain  | 100 m piani | 4º            | 10"56       |                                          |
| 2006 | Campionati CAC juniores            | Port of Spain  | 200 m piani | 6º            | 21"47       |                                          |
| 2006 | Giochi CAC                         | Cartagena      | 100 m piani | Batteria      | 10"73       |                                          |
| 2006 | Giochi CAC                         | Cartagena      | 200 m piani | Semifinale    | 21"36       |                                          |
| 2007 | Giochi dell'ALBA                   | Caracas        | 100 m piani | Batteria      | 10"81       |                                          |
| 2007 | Campionati centroamericani         | San José       | 100 m piani | Oro           | 10"65       |                                          |
| 2007 | Campionati centroamericani         | San José       | 200 m piani | Batteria      | 21"66       |                                          |
| 2007 | Campionati centroamericani         | San José       | 4×100 m     | Oro           | 41"70       |                                          |
| 2007 | Campionati NACAC                   | San Salvador   | 100 m piani | 4º            | 10"51       |                                          |
| 2007 | Campionati NACAC                   | San Salvador   | 200 m piani | 7º            | 21"26       |                                          |
| 2007 | Giochi panamericani                | Rio de Janeiro | 100 m piani | Semifinale    | 10"48       |                                          |
| 2007 | Giochi panamericani                | Rio de Janeiro | 200 m piani | Batteria      | 21"27       |                                          |
| 2007 | Giochi panamericani                | Rio de Janeiro | 4×100 m     | Batteria      | 41"49       |                                          |
| 2008 | Campionati CAC                     | Cali           | 100 m piani | Semifinale    | 10"37       | Record nazionale                         |
| 2008 | Campionati CAC                     | Cali           | 200 m piani | 8º            | 21"09       |                                          |
| 2008 | Mondiali indoor                    | Valencia       | 60 m piani  | Batteria      | 6"83        |                                          |
| 2008 | Campionati ibero-americani         | Iquique        | 100 m piani | 4º            | 10"63       |                                          |
| 2008 | Campionati ibero-americani         | Iquique        | 200 m piani | 4º            | 21"16       |                                          |
| 2008 | Campionati centroamericani         | San Pedro Sula | 100 m piani | Oro           | 10"61       |                                          |
| 2008 | Campionati centroamericani         | San Pedro Sula | 200 m piani | Oro           | 21"25       |                                          |
| 2008 | Campionati centroamericani         | San Pedro Sula | 4×100 m     | Oro           | 41"10       |                                          |
| 2008 | Campionati NACAC under 23          | Toluca         | 100 m piani | Bronzo        | 10"22       | Record nazionale                         |
| 2008 | Campionati NACAC under 23          | Toluca         | 200 m piani | Argento       | 20"40       | Record nazionale                         |
| 2008 | Giochi olimpici                    | Pechino        | 100 m piani | Batteria      | 10"49       |                                          |
| 2008 | Giochi olimpici                    | Pechino        | 200 m piani | Quarti finale | 20"87       |                                          |
| 2009 | Campionati centroamericani         | Guatemala City | 100 m piani | Oro           | 10"38       |                                          |
| 2009 | Campionati centroamericani         | Guatemala City | 200 m piani | Oro           | 20"99       |                                          |
| 2009 | Campionati centroamericani         | Guatemala City | 4×100 m     | Oro           | 41"03       |                                          |
| 2009 | Universiadi                        | Belgrado       | 100 m piani | Oro           | 10"30       |                                          |
| 2009 | Universiadi                        | Belgrado       | 200 m piani | 4º            | 20"78       |                                          |
| 2009 | Mondiali                           | Berlino        | 100 m piani | Quarti finale | 10"24       |                                          |
| 2009 | Mondiali                           | Berlino        | 200 m piani | Semifinale    | 20"67       | Miglior prestazione personale stagionale |
| 2010 | Giochi centramericani              | Panama         | 100 m piani | Argento       | 10"36       |                                          |
| 2010 | Giochi centramericani              | Panama         | 200 m piani | Oro           | 20"84       |                                          |
| 2010 | Campionati ibero-americani         | San Fernando   | 100 m piani | Batteria      | 10"61       |                                          |
| 2010 | Campionati ibero-americani         | San Fernando   | 200 m piani | Argento       | 21"20       |                                          |
| 2010 | Giochi CAC                         | Mayagüez       | 100 m piani | 6º            | 10"31       |                                          |
| 2010 | Giochi CAC                         | Mayagüez       | 200 m piani | 5º            | 20"67       |                                          |
| 2010 | Giochi CAC                         | Mayagüez       | 4×100 m     | Batteria      | 41"69       |                                          |
| 2010 | Campionati centroamericani         | Guatemala City | 100 m piani | Oro           | 10"73       |                                          |
| 2010 | Campionati centroamericani         | Guatemala City | 200 m piani | Oro           | 21"92       |                                          |
| 2010 | Campionati centroamericani         | Guatemala City | 4×100 m     | Oro           | 42"02       |                                          |
| 2010 | Campionati centroamericani         | Guatemala City | 4×400 m     | Oro           | 3'20"84     |                                          |
| 2011 | Campionati centroamericani         | San José       | 100 m piani | Oro           | 10"57       |                                          |
| 2011 | Campionati centroamericani         | San José       | 200 m piani | Oro           | 20"97       |                                          |
| 2011 | Campionati centroamericani         | San José       | 4×100 m     | Oro           | 40"83       |                                          |
| 2011 | Mondiali                           | Taegu          | 200 m piani | Batteria      | 21"22       |                                          |
| 2011 | Giochi panamericani                | Guadalajara    | 100 m piani | Batteria      | 10"49       |                                          |
| 2011 | Giochi panamericani                | Guadalajara    | 200 m piani | 5º            | 20"77       |                                          |
| 2011 | Giochi panamericani                | Guadalajara    | 4×100 m     | dnf           | dnf         |                                          |
| 2013 | Campionati centroamericani         | Managua        | 100 m piani | Oro           | 10"57       |                                          |
| 2013 | Campionati centroamericani         | Managua        | 200 m piani | Oro           | 21"20       |                                          |
| 2013 | Giochi centramericani              | San José       | 100 m piani | Oro           | 10"48       |                                          |
| 2013 | Giochi centramericani              | San José       | 200 m piani | Argento       | 20"63       |                                          |
| 2013 | Giochi centramericani              | San José       | 4×100 m     | Oro           | 41"61       |                                          |
| 2013 | Mondiali                           | Mosca          | 200 m piani | Batteria      | 21"02       | Miglior prestazione personale stagionale |
| 2013 | Campionati CAC                     | Morelia        | 100 m piani | Batteria      | 10"24       |                                          |
| 2013 | Campionati CAC                     | Morelia        | 200 m piani | Batteria      | 21"22       |                                          |
| 2014 | Mondiali indoor                    | Sopot          | 60 m piani  | Batteria      | 6"78        | Miglior prestazione personale stagionale |
| 2014 | Campionati centroamericani         | Tegucigalpa    | 100 m piani | Oro           | 10"27       |                                          |
| 2014 | Campionati centroamericani         | Tegucigalpa    | 200 m piani | Argento       | 20"81       |                                          |
| 2014 | Campionati centroamericani         | Tegucigalpa    | 4×100 m     | Oro           | 41"50       |                                          |
| 2014 | Campionati ibero-americani         | San Paolo      | 100 m piani | 4º            | 10"34       |                                          |
| 2014 | Campionati ibero-americani         | San Paolo      | 200 m piani | Bronzo        | 20"60       |                                          |
| 2014 | Giochi CAC                         | Veracruz       | 100 m piani | Oro           | 10"27       |                                          |
| 2014 | Giochi CAC                         | Veracruz       | 200 m piani | 4º            | 20"76       |                                          |
| 2015 | Campionati centroamericani         | Managua        | 100 m piani | Oro           | 10"44       |                                          |
| 2015 | Campionati centroamericani         | Managua        | 200 m piani | Argento       | 21"01       |                                          |
| 2015 | Giochi panamericani                | Toronto        | 100 m piani | Batteria      | dq          |                                          |
| 2015 | Giochi panamericani                | Toronto        | 200 m piani | Batteria      | 21"19       |                                          |
| 2015 | Campionati NACAC                   | San José       | 100 m piani | Semifinale    | 10"31       |                                          |
| 2015 | Campionati NACAC                   | San José       | 200 m piani | Semifinale    | dq          |                                          |
| 2015 | Mondiali                           | Pechino        | 200 m piani | Batteria      | dq          |                                          |
| 2016 | Mondiali indoor                    | Portland       | 60 m piani  | Batteria      | 6"81        |                                          |
| 2016 | Campionati ibero-americani         | Rio de Janeiro | 100 m piani | Semifinale    | 10"46       |                                          |
| 2016 | Campionati ibero-americani         | Rio de Janeiro | 200 m piani | Semifinale    | 20"97       |                                          |
| 2016 | Giochi olimpici                    | Rio de Janeiro | 200 m piani | Batteria      | 21"32       |                                          |
| 2017 | Campionati centroamericani         | Tegucigalpa    | 100 m piani | Argento       | 10"55       |                                          |
| 2017 | Campionati centroamericani         | Tegucigalpa    | 200 m piani | 6º            | 21"61       |                                          |
| 2017 | Mondiali                           | Londra         | 100 m piani | Preliminare   | 10"73       |                                          |